# Aboud
Pour les articles homonymes, voir Aboud (homonymie).
Aboud est un village de Cisjordanie administré par l'Autorité nationale palestinienne qui fait partie du gouvernorat de Ramallah. Il se trouve à 22 kilomètres au nord-ouest de Ramallah et à 30 kilomètres au nord de Jérusalem. C'est un village de population pour moitié chrétienne. Il comptait 2 084 habitants en 2007. Les sources de la rivière Yarkon se trouvent juste à côté.

## Historique
Le village abrite des traces de peuplement de l'époque romaine, byzantine, croisée, ayyoubide, mamelouk et ottomane. Une tradition y relate le passage d'Hélène la mère de Constantin lors de son voyage à Jérusalem depuis le port de Jaffa. Aboud se trouvait sur la voie romaine de Gophna à Antipatris. Le village s'appelait Casale Santa Maria, ou Maison-Sainte-Marie à l'époque croisée et a été vendu en 1167 par Baudoin aux Hospitaliers. On y fabriquait un pain blanc de qualité pour leurs hospices. Les archéologues ont découvert ou commenté au moins cinq églises byzantines ou croisées, comme l'église de Mar Abadiya, l'église Sainte-Anastasie, l'église Sainte-Barbe, l'église Saint-Théodore et l'église Sainte-Marie.

## Monuments
- L'église Sainte-Marie (Al-Aboudiya) se trouve au centre du vieux village. Elle a été d'abord construite au Ve siècle[2] et mesurait à peu près 12,30 m sur 14,30 m avec une abside semicirculaire de 2,05 m de rayon[3]. Une inscription en araméen trouvée sur une voûte de l'aile sud[4] indique que l'église a été reconstruite à l'époque fatimide en 1058 (la 450e année des Bédouins) et donne le nom du fondateur. La toîture est remplacée par des voûtes telles qu'on les voit actuellement. L'église est de plan basilical à nef centrale séparée des deux bas-côtés par des colonnes. Le mur nord et certaines voûtes sont reconstruits au XVIIIe siècle. Des fouilles entreprises en 1997 par le département palestinien des Antiquités ont mis au jour des tombes et des mosaïques de l'époque byzantine. La tradition populaire a transmis le souvenir du Christ qui passait sur cette route, pour se rendre à Nazareth et éviter ainsi de traverser la région habitée par les Samaritains, peu sûres pour les Juifs. L'église actuelle est réputée par les chrétiens palestiniens et spécialement visitée par eux pour la fête de l'Assomption du 15 août (selon le calendrier julien), correspondant au 28 août dans le calendrier grégorien, ou civil actuel.
- L'église Sainte-Barbe appartenait à un monastère byzantin. Elle date du VIe siècle et elle est dédiée à sainte Barbe. L'église est construite au-dessus de catacombes chrétiennes, dont l'une est particulièrement remarquable avec des sculptures de grappes et de pampres. L'endroit est particulièrement visité par les pèlerins chrétiens palestiniens, le jour de la Sainte-Barbe en décembre. L'église a été démolie à l'explosif « par inadvertance » par les soldats israéliens, le 31 mai 2002.
- L'église Sainte-Anastasie se trouve au sud du village et date du VIIe siècle.
- L'église Sainte-Théodore se trouve au centre du village et date du VIIIe siècle[5]

## Économie
Le village est essentiellement agricole et 43 % de la surface de ses terres est recouverte d'oliveraies, sur les 57 % de terrains agricoles, en plus de vergers de pommiers, de figuiers, d'amandiers et aussi de vignobles. On y produit de l'huile d'olive et ses dérivés, comme le savon.
20 % de sa main d'œuvre travaillaient en 2005 dans le secteur agricole et 10 % de sa main d'œuvre qui travaillaient dans la zone israélienne ont perdu leur emploi après la Seconde Intifada. Une grande partie des habitants travaille dans le secteur du bâtiment.